# Julie Doiron
Julie Doiron (Moncton, 28 giugno 1972) è una cantautrice canadese.

## Biografia
Inizia a suonare la chitarra (poi passerà al basso) a 18 anni nel gruppo Eric's Trip, di cui faceva parte anche il suo compagno Rick White. Nel 1996 ha pubblicato un album solista con lo pseudonimo Broken Girl, a cui hanno fatto seguito alcuni 7". 
Ha anche pubblicato un album in lingua francese (nel 2001), sebbene la maggior parte dei suoi lavori siano in inglese.
Nel 1999 ha registrato un album con il gruppo Wooden Stars. Nel 2001, con la reunion degli Eric's Trip, ha tenuto alcuni concerti col gruppo. Ha collaborato come ospite agli album di diversi artisti e gruppi tra cui The Tragically Hip, Gordon Downie, Herman Düne, Okkervil River (con i quali ha pubblicato uno split), Phil Elverum, Mount Eerie, Attack in Black, Daniel Romano e altri. Ha militato nei Shotgun & Jaybird fino al 2007.
Nel 2007 ha ricevuto la nomination al Polaris Music Prize.

## Discografia

### Album studio
- 1996 - Broken Girl
- 1997 - Loneliest in the Morning
- 1999 - Will You Still Love Me?
- 1999 - Julie Doiron and the Wooden Stars
- 2001 - Désormais
- 2002 - Heart and Crime
- 2004 - Goodnight Nobody
- 2007 - Woke Myself Up
- 2009 - I Can Wonder What You Did with Your Day
- 2012 - So Many Days
- 2021 - I Thought of You

Collaborazioni principali
- 2003 - Julie Doiron / Okkervil River (con Okkervil River)
- 2008 - Lost Wisdom (con Mount Eerie e Frederick Squire)
- 2009 - Daniel, Fred & Julie (con Daniel Romano e Frederick Squire)